# 蓬塞雷斯市

蓬塞雷斯市（西班牙語：Municipio Punceres），是委內瑞拉的一個市，位於該國東部莫納加斯州，首府設於基里基雷，面積541平方公里，每年平均降雨量1,935毫米，人口28,069，人口密度每平方公里44.8人。